# Rauno Miettinen
Rauno Martti Juhani Miettinen (* 25. Mai 1949 in Kuopio) ist ein ehemaliger finnischer Nordischer Kombinierer und Skispringer.
Rauno Miettinen wurde 1968 und 1969 Junioren-Weltmeister in der Nordischen Kombination. Dies blieben seine einzigen Titel bei einer internationalen Meisterschaft.
Miettinen nahm von 1972 bis 1984 an vier Olympischen Winterspielen teil. Am erfolgreichsten war er 1972 mit seiner Silbermedaille, 1976 und 1984 war er jeweils Vierter, während er 1980 enttäuschend 23. wurde. Bei den Olympischen Spielen 1972 und 1976 nahm Miettinen auch im Skispringen teil, wenn auch mit weniger Erfolg.
Bei Nordischen Skiweltmeisterschaften gewann er in der Nordischen Kombination drei Silbermedaillen, im Einzel 1978 und im Team 1982 gemeinsam mit Jouko Karjalainen und Jorma Etelälahti und 1984 mit Karjalainen und Jukka Ylipulli. Außerdem war er 1970 Vierter und 1974 Sechster im Einzel.
Seine größten Erfolge errang Miettinen beim Holmenkollen Skifestival in Oslo, wo er 1969, 1971, 1972, 1973 und 1978 gewann. Außerdem wurde er viermal Zweiter (1975, 1977, 1979 und im Team 1982).
Er ist einer von vier Sportlern, der einzige Nicht-Norweger, der in diesem Wettkampf fünfmal siegte. 1972 erhielt er die Holmenkollen-Medaille.
Den Schwarzwaldpokal in Schonach im Schwarzwald gewann er dreimal (1974, 1975 und 1978).